# Выборы в Государственную думу (2026)
Выборы в Государственную думу Российской Федерации IX созыва пройдут в Единый день голосования 20 сентября 2026 года. На них будет избрано 450 депутатов по параллельной (нескомпенсированной) избирательной системе.

## Предшествующие события

### Политическая обстановка
Предыдущие выборы в Государственную Думу VIII созыва прошли с 17 по 19 сентября 2021 года. По их результатам «Единая Россия» вновь получила конституционное большинство, потеряв 14 мандатов по единому округу и 5 по одномандатным округам. Впервые с выборов 2003 года процентный барьер по пропорциональной системе преодолело более четырёх партий: к распределению была допущена праволиберальная партия «Новые люди». Результаты партии «Справедливая Россия — За правду» улучшились благодаря проведённому объединению «Справедливой России» с «Патриотами России» и партией Прилепина «За Правду», а ЛДПР потеряла практически половину мандатов. Однако выборы считаются сфальсифицированными, нечестными и несправедливыми из-за систематических нарушений и недопуска независимых кандидатов и партий.
На президентских выборах, прошедших с 15 по 17 марта 2024 года, при рекордной явке в 77,49 % вновь был избран действующий президент Владимир Путин, показавший рекордный результат (87,28 %).
Несистемная оппозиция пыталась участвовать в предыдущих федеральных электоральных кампаниях: на выборах в Государственную Думу VIII созыва применялось «Умное голосование», в ходе президентских выборов 2024 года звучали призывы голосовать за любых кандидатов, кроме Владимира Путина, либо делать бюллетень недействительным, проведена акция «Полдень против Путина». Ряд политиков и общественных деятелей, представляющих несистемную оппозицию, были приговорены к заключению в исправительных учреждениях либо к иным уголовным санкциям, признаны иностранными агентами либо эмигрировали в связи с российским вторжением на Украину и последовавшим за её началом ужесточением законодательства. Лидер несистемной оппозиции Алексей Навальный умер 16 февраля 2024 года в исправительной колонии.

### Подготовка к выборам
Согласно сообщению Ленты, ЦИК РФ получит около 28 миллиардов рублей на осуществление собственной деятельности, из которых свыше 23 миллиардов рублей будут направлены для организации парламентских выборов.
21 апреля 2025 года Администрация президента России и «Единая Россия» начали подготовку к выборам в Государственную думу 2026 года. Действующие депутаты оцениваются по системе «светофора» на основе данных из регионов. Тем, кого не поддерживает местное население, предлагается найти замену. АП при оценке учитывает наличие постоянной группы сторонников, партия — оценивает законотворческую активность, инициативы и авторитет депутатов.

## Избирательная система
Согласно действующему избирательному законодательству, Государственная дума избирается сроком на пять лет по параллельной нескомпенсированной избирательной системе. Половина мест (225) избирается по партийным спискам с 5-процентным избирательным порогом, а другая половина — по 225 одномандатным округам в один тур. При этом, места по партийным спискам не учитывают уже избранных депутатов в одномандатных округах и не использует компенсационные системы, создавая крайне значимые диспропорции в итоговых результатах выборов. Требование о минимально допустимом количестве избирателей (порог явки) не устанавливается.

### Федеральный округ
В пропорциональной части кандидаты могут выдвигаться только политическими партиями. В федеральном списке кандидатов должно быть не менее 200 и не более 400 кандидатов. В список также могут быть включены кандидаты, не являющиеся членами партии, но их число не должно превышать 50 % от числа кандидатов в списке. Федеральный список кандидатов может быть разделён на общефедеральную и региональную части. В общефедеральную часть списка кандидатов может быть включено не более 15 кандидатов (ранее было не более 10 кандидатов). Одна региональная группа партии должна соответствовать группе субъектов РФ, субъекту РФ, одномандатному избирательному округу или группе одномандатных избирательных округов. Региональная часть федерального списка кандидатов должна охватывать всю территорию Российской Федерации. Число региональных групп должно быть не менее 35.

### Одномандатные округа

Схема одномандатных округов на выборах 2016 и 2021 годов.

В мажоритарной части (по одномандатным избирательным округам) кандидаты могут выдвигаться как политическими партиями, так и в порядке самовыдвижения. Для регистрации кандидат-самовыдвиженец, как и кандидат от партии, не имеющей права участвовать в данных выборах без сбора подписей, должен собрать подписи не менее 3 % избирателей, зарегистрированных в данном избирательном округе (или не менее 3 000 подписей, если в данном избирательном округе менее 100 000 избирателей). Один и тот же кандидат может быть выдвинут как по партийному списку, так и по одномандатному избирательному округу, однако в случае его прохождения в Госдуму и по партийному списку, и по одномандатному избирательному округу ему придётся отказаться от одного из полученных мест.
Территория округов определяется таким образом, чтобы в каждом округе было примерно равное количество избирателей, но при обязательном условии, что на каждый субъект федерации должен приходиться хотя бы один округ, и один округ не может находиться на территории нескольких субъектов.
Предыдущая схема была сформирована в 2015 году, перед выборами 2016 года, сроком на десять лет. Новая схема одномандатных избирательных округов для выборов 2026 года, была сформирована Центральной избирательной комиссией 25 апреля 2025 года и утверждена федеральным законом № 107-ФЗ от 23 мая 2025 года. В отличие от предыдущей, она будет действовать только пять лет, согласно новым поправкам в избирательное законодательство.
Из всех регионов наибольшее количество округов было сформировано в Москве (16), Московской области (12), Краснодарском крае (9), Санкт-Петербурге (8) и Свердловской области (7). В 40 регионах было сформировано по одному избирательному округу. В сравнении с предыдущей нарезкой, появилось 7 новых округов на аннексированных в 2022 году территориях, увеличилось на один количество округов в Москве, Московской области и Краснодарском крае, уменьшилось на один в Алтайском крае, Волгоградской, Воронежской и Ростовской областях, а также с двух до одного уменьшилось в Забайкальском крае, Ивановской области, Калужской, Смоленской, Тамбовской и Томской областях. Большинство нарезанных регионов сохранило прежний «лепестковый» принцип: административный центр региона делится между округами, в каждый из которых также входит обширная сельская территория. По мнению политолога Фёдора Крашенинникова, такой подход является примером манипуляции в политических целях (джерримендеринга). При этом в части регионов наблюдается отход от классической лепестковой нарезки, вероятной причиной чего являются текущая муниципальная реформа с переходом к одноуровневой системе местного самоуправления и, как следствие, невозможность разрезать муниципальные образования таким образом.
Победа в округе присуждается по системе относительного большинства: избранным становится кандидат, который займёт первое место по количеству полученных голосов. Требование получить более половины голосов и второй тур голосования не предусматриваются.

## Прогнозы и социологические исследования

### Прогнозы экспертов
Политолог, председатель правления Фонда развития гражданского общества, Константин Костин, предполагает, что к выборам в 2026 году партийный ландшафт подвергнется сильным изменениям, а положение оппозиционных партий будет более сложным, ввиду чего Единая Россия вновь получит конституционное большинство. При этом предметный анализ изменений будет происходить по результатам единого дня голосования 2025 года.
По мнению политолога Алексея Чеснакова, КПРФ, ЛДПР и СР — ЗП вступают в кризисный период, рискуя не пройти пятипроцентный барьер на выборах в связи с глобальными проблемами в позиционировании и брендировании. Так, Чеснаков считает, что КПРФ перестала быть главной оппозиционной (даже системной) силой в стране, а ЛДПР — после смерти Жириновского стала бесперспективной партией. СР — ЗП же и вовсе забылась из-за отсутствия своего кандидата на президентских выборах.
Согласно докладу Фонда прогрессивной политики, значительное влияние на исход парламентских выборов может оказать то, кто займёт второе место на президентских выборах, дав толчок к росту популярности партии, однако одновременно с этим утверждается и то, что у населения появился широкий запрос на новых политиков и партии, и та сила, которая сможет наиболее успешно сыграть на этих запросах, сможет стать второй по значительности фракцией ГД и оказывать влияние на российскую политику.
Экспертный институт социальных исследований в рамках круглого стола, получил оценку от экспертов по предстоящим выборам, где те заявили о безоговорочном лидировании Единой России, быстром росте популярности Новых Людей и глубоком кризисе остальных парламентских партий, которые утеряли свою идентичность. При этом, было отдельно выделено, что региональные выборы 2024 года станут прологом к будущим парламентским выборам и последующим политическим событиям, показывая динамику популярности политических сил.

### Опросы

#### До начала избирательной кампании
| Источник                        | Даты опроса                     |                                            |                                            |                                            |                                            |                                            |                                            |                                            |                                            |                                            |                                            |                                            |                                            |                                            |                                            | Другие                                     | Неопре- делив- шиеся                       | Не пойдут                                  | Отрыв                                      |
| Источник                        | Даты опроса                     | ЕР                                         | КПРФ                                       | ЛДПР                                       | СРЗП                                       | НЛ                                         | РППСС                                      | Яблоко                                     | КР                                         | Зелёные                                    | Родина                                     | РПСС                                       | ЗА                                         | ПР                                         | ГП                                         | Другие                                     | Неопре- делив- шиеся                       | Не пойдут                                  | Отрыв                                      |
| ------------------------------- | ------------------------------- | ------------------------------------------ | ------------------------------------------ | ------------------------------------------ | ------------------------------------------ | ------------------------------------------ | ------------------------------------------ | ------------------------------------------ | ------------------------------------------ | ------------------------------------------ | ------------------------------------------ | ------------------------------------------ | ------------------------------------------ | ------------------------------------------ | ------------------------------------------ | ------------------------------------------ | ------------------------------------------ | ------------------------------------------ | ------------------------------------------ |
| ВЦИОМ                           | 25 ноября — 1 декабря 2024      | 35,2 %                                     | 9,8 %                                      | 10 %                                       | 3,6 %                                      | 6,6 %                                      | 11,5 %                                     | 11,5 %                                     | 11,5 %                                     | 11,5 %                                     | 11,5 %                                     | 11,5 %                                     | 11,5 %                                     | 11,5 %                                     | 11,5 %                                     | 11,5 %                                     | 9,5 %                                      | 12,5 %                                     | 25,2 %                                     |
| Левада-Центр                    | 21-27 ноября 2024               | 42 %                                       | 10 %                                       | 8 %                                        | 5 %                                        | 4 %                                        |                                            |                                            |                                            |                                            |                                            |                                            |                                            |                                            |                                            |                                            |                                            |                                            | 32 %                                       |
| Левада-Центр                    | 23-29 мая 2024                  | 46 %                                       | 9 %                                        | 8 %                                        | 2 %                                        | 3 %                                        | 32 %                                       | 32 %                                       | 32 %                                       | 32 %                                       | 32 %                                       | 32 %                                       | 32 %                                       | 32 %                                       | 32 %                                       | 32 %                                       | 32 %                                       | 32 %                                       | 37 %                                       |
| 19 апреля 2024                  | 19 апреля 2024                  | Партия роста входит в состав НЛ            | Партия роста входит в состав НЛ            | Партия роста входит в состав НЛ            | Партия роста входит в состав НЛ            | Партия роста входит в состав НЛ            | Партия роста входит в состав НЛ            | Партия роста входит в состав НЛ            | Партия роста входит в состав НЛ            | Партия роста входит в состав НЛ            | Партия роста входит в состав НЛ            | Партия роста входит в состав НЛ            | Партия роста входит в состав НЛ            | Партия роста входит в состав НЛ            | Партия роста входит в состав НЛ            | Партия роста входит в состав НЛ            | Партия роста входит в состав НЛ            | Партия роста входит в состав НЛ            | Партия роста входит в состав НЛ            |
| Левада-Центр                    | 21-27 марта 2024                | 47 %                                       | 10 %                                       | 7 %                                        | 3 %                                        | 4 %                                        | 29 %                                       | 29 %                                       | 29 %                                       | 29 %                                       | 29 %                                       | 29 %                                       | 29 %                                       | 29 %                                       | 29 %                                       | 29 %                                       | 29 %                                       | 29 %                                       | 37 %                                       |
| 15-17 марта 2024                | 15-17 марта 2024                | Восьмые президентские выборы в России      | Восьмые президентские выборы в России      | Восьмые президентские выборы в России      | Восьмые президентские выборы в России      | Восьмые президентские выборы в России      | Восьмые президентские выборы в России      | Восьмые президентские выборы в России      | Восьмые президентские выборы в России      | Восьмые президентские выборы в России      | Восьмые президентские выборы в России      | Восьмые президентские выборы в России      | Восьмые президентские выборы в России      | Восьмые президентские выборы в России      | Восьмые президентские выборы в России      | Восьмые президентские выборы в России      | Восьмые президентские выборы в России      | Восьмые президентские выборы в России      | Восьмые президентские выборы в России      |
| Левада-Центр                    | 21-28 февраля 2024              | 48 %                                       | 9 %                                        | 7 %                                        | 3 %                                        | 4 %                                        | 29 %                                       | 29 %                                       | 29 %                                       | 29 %                                       | 29 %                                       | 29 %                                       | 29 %                                       | 29 %                                       | 29 %                                       | 29 %                                       | 29 %                                       | 29 %                                       | 39 %                                       |
| Russian Field                   | 22-27 февраля 2024              | 38 %                                       | 10 %                                       | 10 %                                       | 3 %                                        | 6 %                                        |                                            | 4 %                                        |                                            |                                            |                                            |                                            |                                            |                                            |                                            | 1 %                                        | 13 %                                       | 13 %                                       | 28 %                                       |
| 16 февраля 2024                 | 16 февраля 2024                 | Смерть Алексея Навального                  | Смерть Алексея Навального                  | Смерть Алексея Навального                  | Смерть Алексея Навального                  | Смерть Алексея Навального                  | Смерть Алексея Навального                  | Смерть Алексея Навального                  | Смерть Алексея Навального                  | Смерть Алексея Навального                  | Смерть Алексея Навального                  | Смерть Алексея Навального                  | Смерть Алексея Навального                  | Смерть Алексея Навального                  | Смерть Алексея Навального                  | Смерть Алексея Навального                  | Смерть Алексея Навального                  | Смерть Алексея Навального                  | Смерть Алексея Навального                  |
| Левада-Центр                    | 25-31 января 2024               | 47 %                                       | 9 %                                        | 7 %                                        | 4 %                                        | 3 %                                        | 30 %                                       | 30 %                                       | 30 %                                       | 30 %                                       | 30 %                                       | 30 %                                       | 30 %                                       | 30 %                                       | 30 %                                       | 30 %                                       | 30 %                                       | 30 %                                       | 38 %                                       |
| Russian Field                   | 11-19 января 2024               | 35 %                                       | 9 %                                        | 12 %                                       | 4 %                                        | 8 %                                        |                                            | 6 %                                        |                                            |                                            |                                            |                                            |                                            |                                            |                                            | 3 %                                        | 10 %                                       | 12 %                                       | 23 %                                       |
| Левада-Центр                    | 23-29 ноября 2023               | 42 %                                       | 9 %                                        | 8 %                                        | 4 %                                        | 3 %                                        | 34 %                                       | 34 %                                       | 34 %                                       | 34 %                                       | 34 %                                       | 34 %                                       | 34 %                                       | 34 %                                       | 34 %                                       | 34 %                                       | 34 %                                       | 34 %                                       | 33 %                                       |
| Левада-Центр                    | 21-27 сентября 2023             | 37 %                                       | 11 %                                       | 10 %                                       | 4 %                                        | 3 %                                        | 35 %                                       | 35 %                                       | 35 %                                       | 35 %                                       | 35 %                                       | 35 %                                       | 35 %                                       | 35 %                                       | 35 %                                       | 35 %                                       | 35 %                                       | 35 %                                       | 26 %                                       |
| Russian Field                   | 2-10 сентября 2023              | 32 %                                       | 11 %                                       | 13 %                                       | 7 %                                        | 8 %                                        |                                            | 5 %                                        |                                            |                                            |                                            |                                            |                                            |                                            |                                            | 2 %                                        | 9 %                                        | 12 %                                       | 19 %                                       |
| Левада-Центр                    | 24-30 августа 2023              | 33 %                                       | 9 %                                        | 10 %                                       | 4 %                                        | 3 %                                        | 41 %                                       | 41 %                                       | 41 %                                       | 41 %                                       | 41 %                                       | 41 %                                       | 41 %                                       | 41 %                                       | 41 %                                       | 41 %                                       | 41 %                                       | 41 %                                       | 23 %                                       |
| 23 августа 2023                 | 23 августа 2023                 | Крушение самолёта Евгения Пригожина        | Крушение самолёта Евгения Пригожина        | Крушение самолёта Евгения Пригожина        | Крушение самолёта Евгения Пригожина        | Крушение самолёта Евгения Пригожина        | Крушение самолёта Евгения Пригожина        | Крушение самолёта Евгения Пригожина        | Крушение самолёта Евгения Пригожина        | Крушение самолёта Евгения Пригожина        | Крушение самолёта Евгения Пригожина        | Крушение самолёта Евгения Пригожина        | Крушение самолёта Евгения Пригожина        | Крушение самолёта Евгения Пригожина        | Крушение самолёта Евгения Пригожина        | Крушение самолёта Евгения Пригожина        | Крушение самолёта Евгения Пригожина        | Крушение самолёта Евгения Пригожина        | Крушение самолёта Евгения Пригожина        |
| Левада-Центр                    | 22-28 июня 2023                 | 39 %                                       | 8 %                                        | 9 %                                        | 4 %                                        | 3 %                                        | 37 %                                       | 37 %                                       | 37 %                                       | 37 %                                       | 37 %                                       | 37 %                                       | 37 %                                       | 37 %                                       | 37 %                                       | 37 %                                       | 37 %                                       | 37 %                                       | 30 %                                       |
| 23-24 июня 2023                 | 23-24 июня 2023                 | Мятеж ЧВК «Вагнер»                         | Мятеж ЧВК «Вагнер»                         | Мятеж ЧВК «Вагнер»                         | Мятеж ЧВК «Вагнер»                         | Мятеж ЧВК «Вагнер»                         | Мятеж ЧВК «Вагнер»                         | Мятеж ЧВК «Вагнер»                         | Мятеж ЧВК «Вагнер»                         | Мятеж ЧВК «Вагнер»                         | Мятеж ЧВК «Вагнер»                         | Мятеж ЧВК «Вагнер»                         | Мятеж ЧВК «Вагнер»                         | Мятеж ЧВК «Вагнер»                         | Мятеж ЧВК «Вагнер»                         | Мятеж ЧВК «Вагнер»                         | Мятеж ЧВК «Вагнер»                         | Мятеж ЧВК «Вагнер»                         | Мятеж ЧВК «Вагнер»                         |
| Russian Field                   | 13-16 мая 2023                  | 30 %                                       | 12 %                                       | 11 %                                       | 7 %                                        | 5 %                                        |                                            | 5 %                                        |                                            |                                            |                                            |                                            |                                            |                                            |                                            | 4 %                                        | 10 %                                       | 15 %                                       | 18 %                                       |
| Левада-Центр                    | 20-26 апреля 2023               | 39 %                                       | 10 %                                       | 9 %                                        | 5 %                                        | 3 %                                        | 34 %                                       | 34 %                                       | 34 %                                       | 34 %                                       | 34 %                                       | 34 %                                       | 34 %                                       | 34 %                                       | 34 %                                       | 34 %                                       | 34 %                                       | 34 %                                       | 29 %                                       |
| Левада-Центр                    | 23-29 марта 2023                | 39 %                                       | 10 %                                       | 7 %                                        | 4 %                                        | 3 %                                        | 37 %                                       | 37 %                                       | 37 %                                       | 37 %                                       | 37 %                                       | 37 %                                       | 37 %                                       | 37 %                                       | 37 %                                       | 37 %                                       | 37 %                                       | 37 %                                       | 29 %                                       |
| Левада-Центр                    | 26-31 января 2023               | 37 %                                       | 9 %                                        | 8 %                                        | 5 %                                        | 4 %                                        | 37 %                                       | 37 %                                       | 37 %                                       | 37 %                                       | 37 %                                       | 37 %                                       | 37 %                                       | 37 %                                       | 37 %                                       | 37 %                                       | 37 %                                       | 37 %                                       | 28 %                                       |
| Левада-Центр                    | 24-30 ноября 2022               | 36 %                                       | 11 %                                       | 8 %                                        | 4 %                                        | 4 %                                        | 37 %                                       | 37 %                                       | 37 %                                       | 37 %                                       | 37 %                                       | 37 %                                       | 37 %                                       | 37 %                                       | 37 %                                       | 37 %                                       | 37 %                                       | 37 %                                       | 25 %                                       |
| ИНСОМАР                         | 6-9 ноября 2022                 | 37 %                                       | 11 %                                       | 8 %                                        | 5 %                                        | 4 %                                        | 35 %                                       | 35 %                                       | 35 %                                       | 35 %                                       | 35 %                                       | 35 %                                       | 35 %                                       | 35 %                                       | 35 %                                       | 35 %                                       | 35 %                                       | 35 %                                       | 26 %                                       |
| 30 сентября 2022                | 30 сентября 2022                | Аннексия оккупированных территорий Украины | Аннексия оккупированных территорий Украины | Аннексия оккупированных территорий Украины | Аннексия оккупированных территорий Украины | Аннексия оккупированных территорий Украины | Аннексия оккупированных территорий Украины | Аннексия оккупированных территорий Украины | Аннексия оккупированных территорий Украины | Аннексия оккупированных территорий Украины | Аннексия оккупированных территорий Украины | Аннексия оккупированных территорий Украины | Аннексия оккупированных территорий Украины | Аннексия оккупированных территорий Украины | Аннексия оккупированных территорий Украины | Аннексия оккупированных территорий Украины | Аннексия оккупированных территорий Украины | Аннексия оккупированных территорий Украины | Аннексия оккупированных территорий Украины |
| Левада-Центр                    | 22-28 сентября 2022             | 36 %                                       | 11 %                                       | 9 %                                        | 4 %                                        | 3 %                                        | 37 %                                       | 37 %                                       | 37 %                                       | 37 %                                       | 37 %                                       | 37 %                                       | 37 %                                       | 37 %                                       | 37 %                                       | 37 %                                       | 37 %                                       | 37 %                                       | 25 %                                       |
| 21 сентября 2022                | 21 сентября 2022                | Частичная мобилизация в России             | Частичная мобилизация в России             | Частичная мобилизация в России             | Частичная мобилизация в России             | Частичная мобилизация в России             | Частичная мобилизация в России             | Частичная мобилизация в России             | Частичная мобилизация в России             | Частичная мобилизация в России             | Частичная мобилизация в России             | Частичная мобилизация в России             | Частичная мобилизация в России             | Частичная мобилизация в России             | Частичная мобилизация в России             | Частичная мобилизация в России             | Частичная мобилизация в России             | Частичная мобилизация в России             | Частичная мобилизация в России             |
| Левада-Центр                    | 21-27 июля 2022                 | 40 %                                       | 10 %                                       | 8 %                                        | 5 %                                        | 3 %                                        | 34 %                                       | 34 %                                       | 34 %                                       | 34 %                                       | 34 %                                       | 34 %                                       | 34 %                                       | 34 %                                       | 34 %                                       | 34 %                                       | 34 %                                       | 34 %                                       | 30 %                                       |
| Левада-Центр                    | 23-29 июня 2022                 | 38 %                                       | 11 %                                       | 9 %                                        | 4 %                                        | 4 %                                        | 34 %                                       | 34 %                                       | 34 %                                       | 34 %                                       | 34 %                                       | 34 %                                       | 34 %                                       | 34 %                                       | 34 %                                       | 34 %                                       | 34 %                                       | 34 %                                       | 27 %                                       |
| Левада-Центр                    | 26-31 мая 2022                  | 38 %                                       | 11 %                                       | 7 %                                        | 4 %                                        | 4 %                                        | 36 %                                       | 36 %                                       | 36 %                                       | 36 %                                       | 36 %                                       | 36 %                                       | 36 %                                       | 36 %                                       | 36 %                                       | 36 %                                       | 36 %                                       | 36 %                                       | 27 %                                       |
| Russian Field                   | 23-26 мая 2022                  | 36 %                                       | 10 %                                       | 7 %                                        | 5 %                                        | 4 %                                        |                                            | 3 %                                        |                                            |                                            |                                            |                                            |                                            |                                            |                                            | 4 %                                        | 14 %                                       | 15 %                                       | 26 %                                       |
| Левада-Центр                    | 21-27 апреля 2022               | 40 %                                       | 10 %                                       | 8 %                                        | 4 %                                        | 5 %                                        | 33 %                                       | 33 %                                       | 33 %                                       | 33 %                                       | 33 %                                       | 33 %                                       | 33 %                                       | 33 %                                       | 33 %                                       | 33 %                                       | 33 %                                       | 33 %                                       | 30 %                                       |
| 6 апреля 2022                   | 6 апреля 2022                   | Смерть Владимира Жириновского              | Смерть Владимира Жириновского              | Смерть Владимира Жириновского              | Смерть Владимира Жириновского              | Смерть Владимира Жириновского              | Смерть Владимира Жириновского              | Смерть Владимира Жириновского              | Смерть Владимира Жириновского              | Смерть Владимира Жириновского              | Смерть Владимира Жириновского              | Смерть Владимира Жириновского              | Смерть Владимира Жириновского              | Смерть Владимира Жириновского              | Смерть Владимира Жириновского              | Смерть Владимира Жириновского              | Смерть Владимира Жириновского              | Смерть Владимира Жириновского              | Смерть Владимира Жириновского              |
| Левада-Центр                    | 24-30 марта 2022                | 54 %                                       | 15 %                                       | 13 %                                       | 6 %                                        | 5 %                                        | 1 %                                        | 0 %                                        | 1 %                                        | 1 %                                        | 0 %                                        | 1 %                                        | —                                          | —                                          | —                                          | —                                          | —                                          | —                                          | 39 %                                       |
| 24 февраля 2022                 | 24 февраля 2022                 | Начало Вторжения России на Украину         | Начало Вторжения России на Украину         | Начало Вторжения России на Украину         | Начало Вторжения России на Украину         | Начало Вторжения России на Украину         | Начало Вторжения России на Украину         | Начало Вторжения России на Украину         | Начало Вторжения России на Украину         | Начало Вторжения России на Украину         | Начало Вторжения России на Украину         | Начало Вторжения России на Украину         | Начало Вторжения России на Украину         | Начало Вторжения России на Украину         | Начало Вторжения России на Украину         | Начало Вторжения России на Украину         | Начало Вторжения России на Украину         | Начало Вторжения России на Украину         | Начало Вторжения России на Украину         |
| Левада-Центр                    | 17-21 февраля 2022              | 31 %                                       | 13 %                                       | 8 %                                        | 5 %                                        | 4 %                                        | 1 %                                        | 1 %                                        | 0 %                                        | 1 %                                        | 0 %                                        | 0 %                                        | 0 %                                        | 0 %                                        | 0 %                                        | 0 %                                        | 36 %                                       | 36 %                                       | 18 %                                       |
| Левада-Центр                    | 16-22 декабря 2021              | 27 %                                       | 15 %                                       | 8 %                                        | 5 %                                        | 5 %                                        | 1 %                                        | 1 %                                        | 0 %                                        | 1 %                                        | 0 %                                        | 1 %                                        | 0 %                                        | 0 %                                        | 0 %                                        | 0 %                                        | 36 %                                       | 36 %                                       | 12 %                                       |
| Левада-Центр                    | 25 ноября — 1 декабря 2021      | 26 %                                       | 13 %                                       | 8 %                                        | 4 %                                        | 5 %                                        | 1 %                                        | 1 %                                        | 0 %                                        | 1 %                                        | 0 %                                        | 1 %                                        | 0 %                                        | 0 %                                        | 0 %                                        | 0 %                                        | 40 %                                       | 40 %                                       | 13 %                                       |
| Левада-Центр                    | 21-27 октября 2021              | 29 %                                       | 14 %                                       | 8 %                                        | 5 %                                        | 5 %                                        | 1 %                                        | 1 %                                        | 0 %                                        | 1 %                                        | 0 %                                        | 0 %                                        | 0 %                                        | 0 %                                        | 0 %                                        | 0 %                                        | —                                          | —                                          | 15 %                                       |
| ЦИК РФ. Итоги выборов 2021 года | ЦИК РФ. Итоги выборов 2021 года | 50 %                                       | 19 %                                       | 8 %                                        | 7 %                                        | 5 %                                        | 2 %                                        | 1 %                                        | 1 %                                        | <1 %                                       | <1 %                                       | <1 %                                       | <1 %                                       | <1 %                                       | <1 %                                       | —                                          | —                                          | 48 %                                       | 31 %                                       |